# Stade de la Réunification
Stade de la Réunification – wielofunkcyjny stadion w mieście Duala w Kamerunie. Najczęściej używany jest jako stadion piłkarski, a swoje mecze rozgrywa na nim drużyna Union Duala, a czasami także piłkarska reprezentacja Kamerunu. Stadion może pomieścić 45 tysięcy widzów i jest drugim pod względem wielkości w Kamerunie. Wybudowany został w 1972 roku.